# Enceinte de Charleville-Mézières
Les enceintes de Charleville-Mézières sont deux ensembles d'anciennes fortifications qui protégeaient les villes de Charleville et de Mézières, Charleville-Mézières depuis la fusion de communes de 1966, dans le département français des Ardennes.

## Enceinte de Mézières

### Histoire

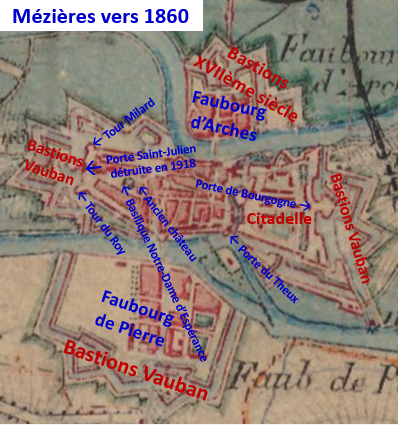
Mézières vers 1860

La première enceinte qui a donné son nom à la ville (Mézières est une déformation du latin Maceriae « murailles ») date du début du XIIIe siècle englobant la petite agglomération qui s’était formée autour de la motte castrale dominée par un château disparu. Cette enceinte est étendue à l’est probablement à la fin du XIIIe siècle suivant l’agrandissement de la ville au nouveau quartier de l'entre-deux-ponts jusqu’à la porte de l’image à l’emplacement de l’actuelle porte de Bourgogne.
Les remparts sont remis en état après le siège de 1521. La tour du Roy et la tour Milord datent de cette époque. La tour Milord de 27 mètres de diamètre chemise une tour primitive du XIIIe siècle de 9 mètres de diamètre. Ces tours encadraient la courtine au centre de laquelle la porte Saint-Julien détruite en 1918 donnait accès au faubourg Saint-Julien.
Le Maréchal de Saint-Paul, Chef ligueur décide de faire de Mézières un bastion catholique et de raser le tiers est de la ville pour construire une citadelle d’avril 1591 à octobre 1593. Cette fortification était destinée à protéger la ville d’une attaque d’Henri de la Tour Vicomte de Turenne prince de Sedan du parti huguenot. À l’est de la citadelle, la porte de Bourgogne dont l’entrée est défendue par un pont-levis remplace la porte de l’image du XIIIe siècle.
Après la fin des guerres de Religion, la ville demande à Henri IV la restitution de la citadelle, ce qui n’est pas accordé. Cependant, la porte de Thieux est construite en 1606 près des moulins pour une entrée dans la ville au sud de la citadelle.
Sous le règne de Louis XIII, une fortification bastionnée, ouvrage à cornes, est construite au nord, autour du faubourg d’Arches.
De 1675 à 1698, Vauban complète la fortification bastionnée entourant la ville, englobant au sud le faubourg de pierre.
La porte de Bourgogne est élargie et sa toiture est supprimée. 
Les remparts sont endommagés au cours de la guerre de 1870.
En 1884, la place-forte est déclassée et la ville obtient l’autorisation de raser les fortifications sauf la citadelle qui reste dans le domaine militaire. Les bastions sont détruits ce qui permet l'urbanisation des terrains au nord du faubourg de l'Arches, l'établissement de l'usine La Macérienne et l'ouverture d’une dérivation du canal de la Meuse à l’est de la citadelle avec une écluse devant la porte de Bourgogne et suppression du pont au débouché de cette porte.
La partie des fortifications à l’ouest du cœur historique autour de l’ancienne motte castrale est préservée avec les courtines datant du XIIIe siècle ou de leur réfection après le siège de 1521 entourées de douves en eau et les tours Milord et du Roi.
Les parties subsistantes des fortifications sont encore en partie détruites au cours de la Première Guerre mondiale avec destruction de la porte Saint-Julien en 1918. 
L’armée qui occupe la citadelle jusqu’en 1954 restitue ce terrain à la ville qui rase l’ensemble dans les années 1960 à l’exception de la porte de Bourgogne encastrée dans un immeuble et d'une partie de la courtine surplombant une dérivation du canal de la Meuse.

### Éléments disparus
- la porte Jolly
- la porte Saint-Julien
- les courtines au centre et à l'est sauf un tronçon autour de la porte de Bourgogne surplombant la dérivation canalisée de la Meuse.
- la citadelle

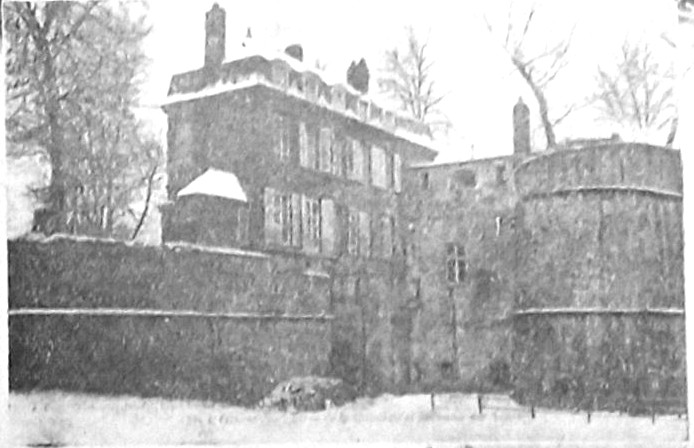
La porte de la citadelle disparue après 1918,
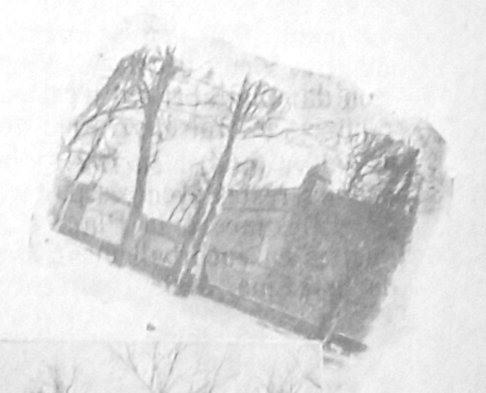
La courtine disparue qui surplombait le canal du moulin

### Vestiges
Plusieurs éléments des remparts subsistent : 
- la tour du Roy
- la tour Cauchinette
- la tour Milard
- la porte de Bourgogne
- la porte de Theux
- la tour de Luxembourg accolée à la porte de Theux
- le pont qui enjambe la douve en eau à la sortie de la porte Saint-Julien disparue
- les courtines entourées de douves en eau à l'ouest du cœur historique (basilique Notre-Dame d'espérance, place du château)

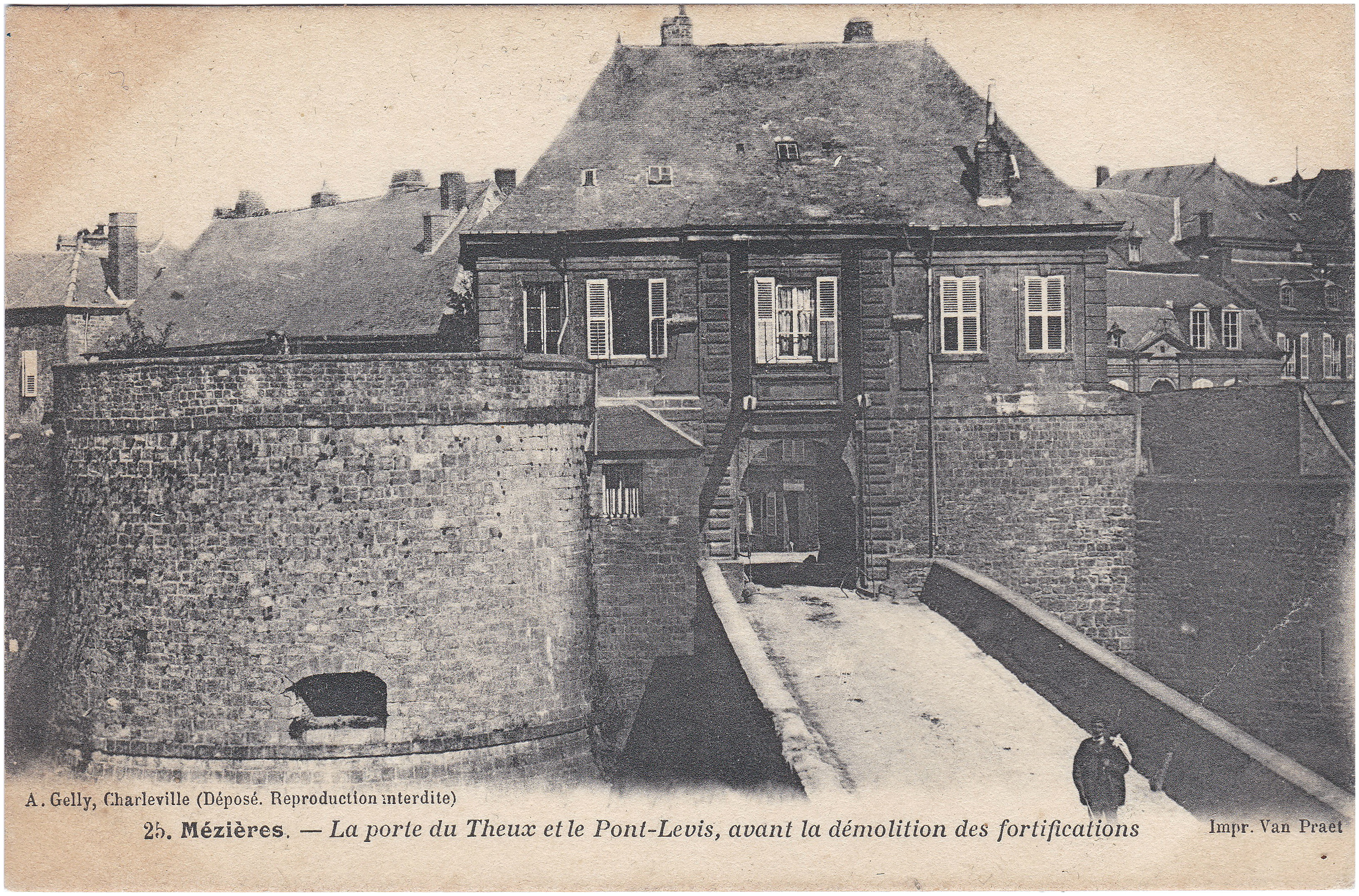
La porte du Theux.
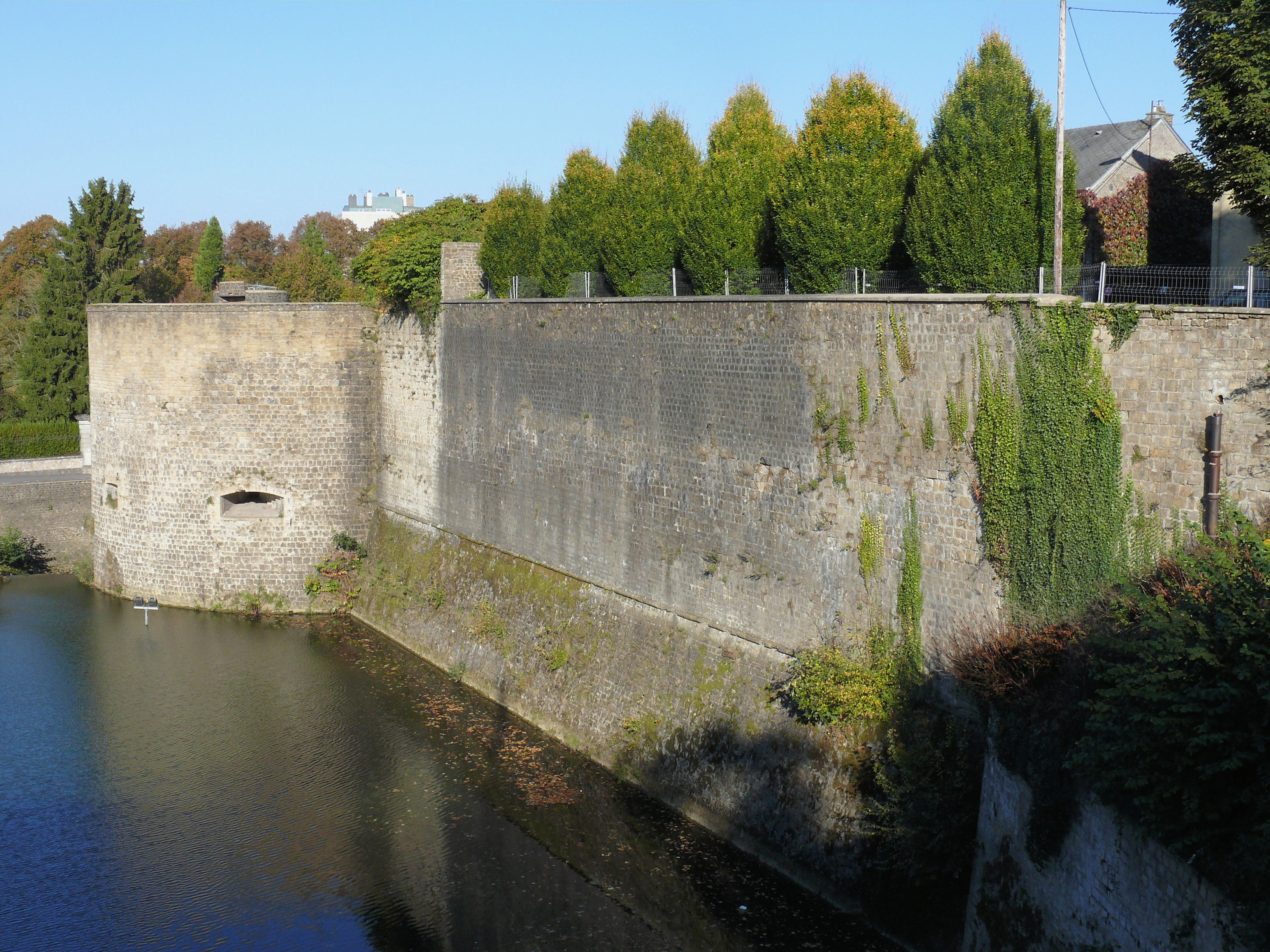
La tour Milard.

## Enceinte de Charleville

### Histoire
Charles de Gonzague avait entouré la ville de Charleville à sa création dans les premières décennies du XVIIe siècle d'une enceinte bastionnée.
Cette fortification fut détruite sur ordre de Louis XIV à la fin de ce siècle et remplacée par un simple mur. Ce mur disparait au début du XIXe siècle avec la porte de France rasée en 1803 qui était située à l'emplacement de l'actuelle statue de Charles de Gonzague dans l'axe de la rue principale qui mène à la place Ducale et au moulin (actuel musée Rimbaud).

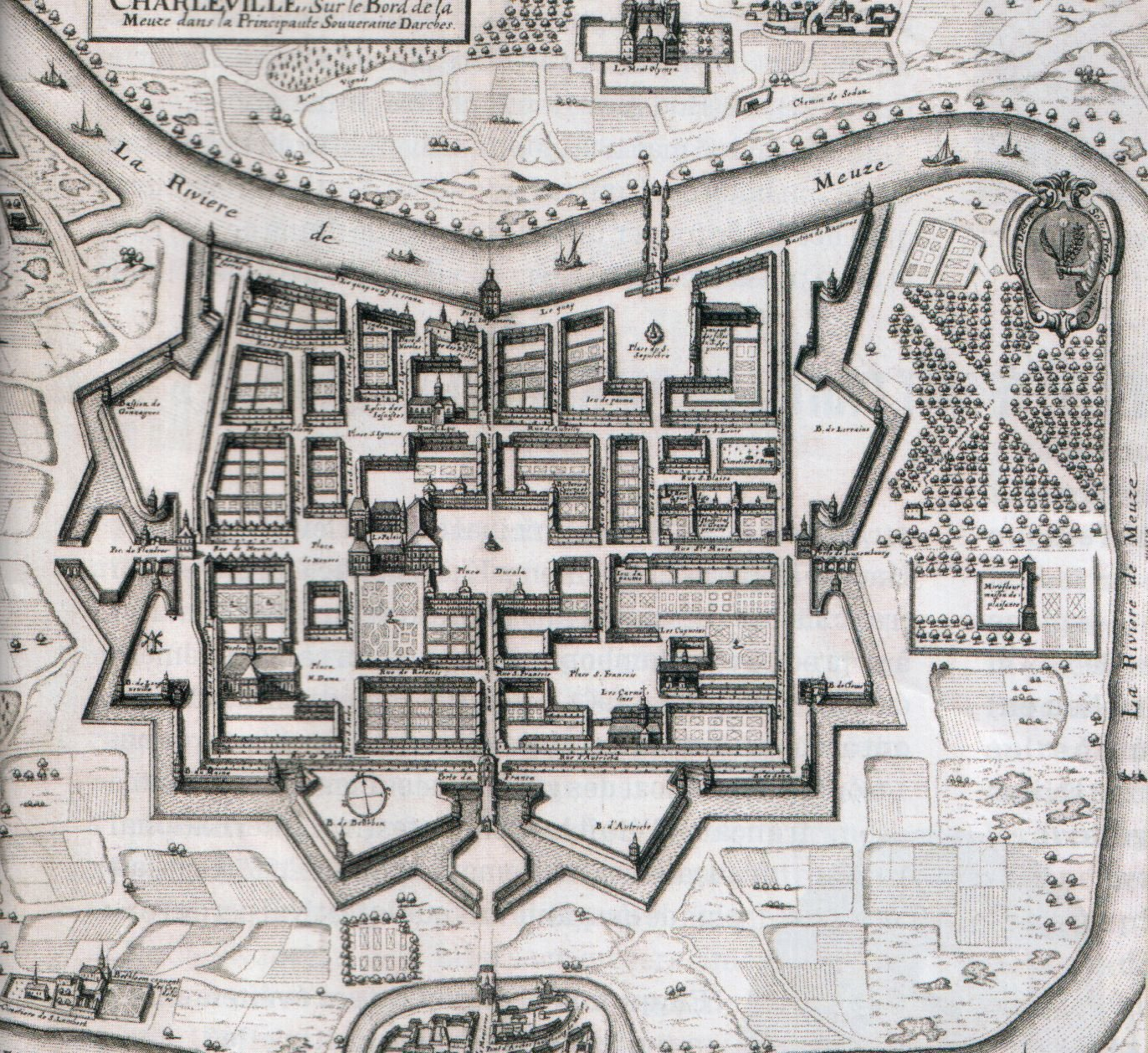
Charleville en 1625
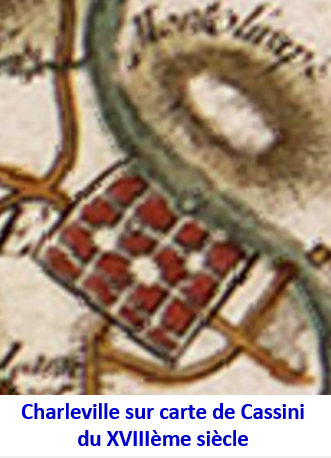
Charleville au XVIIIe siècle entouré d’un simple mur
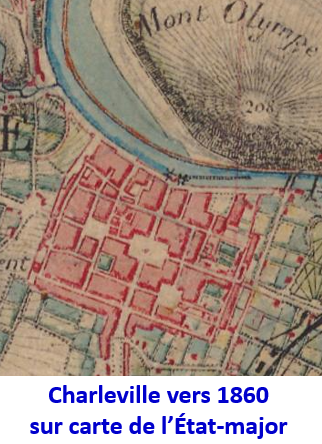
Charleville vers 1860 murs disparus

### Vestige
Il ne subsiste de l'ancienne muraille qu'un tronçon le long de la rue de Longueville (esplanade Roger Mas).